# Crans (Ain)
Crans – miejscowość i gmina we Francji, w regionie Owernia-Rodan-Alpy, w departamencie Ain.

## Demografia
Według danych na styczeń 2012 r. gminę zamieszkiwały 272 osoby, a gęstość zaludnienia wynosiła 20,6 osób/km².